# Понк, Карлуш
Ка́рлуш душ Са́нтуш Родри́геш (порт. Carlos dos Santos Rodrigues; род. 13 января 1995, Минделу, Острова Барловенто) — кабо-вердианский футболист, защитник португальского клуба «Морейренсе».

## Клубная карьера
Карлуш дебютировал за профессиональную команду 27 июля 2014 года за «Фаренсе» в матче против «Шавеша». 29 декабря 2015 года перешел в «Бенфику», бывшую тогда чемпионом. В январе следующего года был отдан в аренду «Пасуш де Феррейра». После возвращения был переведен во второй состав Бенфики. 31 августа 2016 был снова отдан в аренду «Шавешу», после её окончания был снова арендован на год «Авешу», где по итогу сезона забил единственный гол. В итоге после аренды согласовал с «Авешем» четырёхлетний контракт.
После, в 2019, перешел в турецкий «Истанбул Башакшехир». Там Карлуш стал игроком основы, и дебютировал в еврокубках. Понк дебютировал в Лиге Европы 19 сентября 2019 года, когда вышел в старте в гостевом матче с «Ромой», матч окончился победой римлян со счетом 4:0. Дебют в Лиге чемпионов у защитника состоялся 4 ноября 2020. «Истанбул» принимал на своем поле «Манчестер Юнайтед». Карлуш вышел на поле в добавленное время второго тайма, на 90-й минуте. Первый матч же матч в старте в рамках Лиги Чемпионов Понк провел 2 декабря 2020 года в матче с немецким «РБ Лейпцигом».

## Международная карьера
Карлуш дебютировал в национальной команде 28 марта 2018 года в товарищеском матче против сборной Люксембурга, который окончился победой кабовердианцев со счетом 2:0.
Также Понк выходил в старте в четырёх играх отбора на ЧМ-2018 (2 игры со сборной ЮАР, по одной со сборными Сенегала и Буркина-Фасо). Сборная Кабо-Верде не прошла в финальную стадию турнира, заняв третье место с шестью очками.

## Достижения

### «Авеш»
- Обладатель Кубка Португалии: 2017/18

### «Истанбул Башакшехир»
- Чемпион Турции: 2019/20